# Saalbach (Wüstung)
Saalbach war ein Weiler bei Pottiga im thüringischen Saale-Orla-Kreises, der beim Bau der DDR-Grenzsicherungsanlagen an der Innerdeutschen Grenze zerstört wurde. 

## Geographie

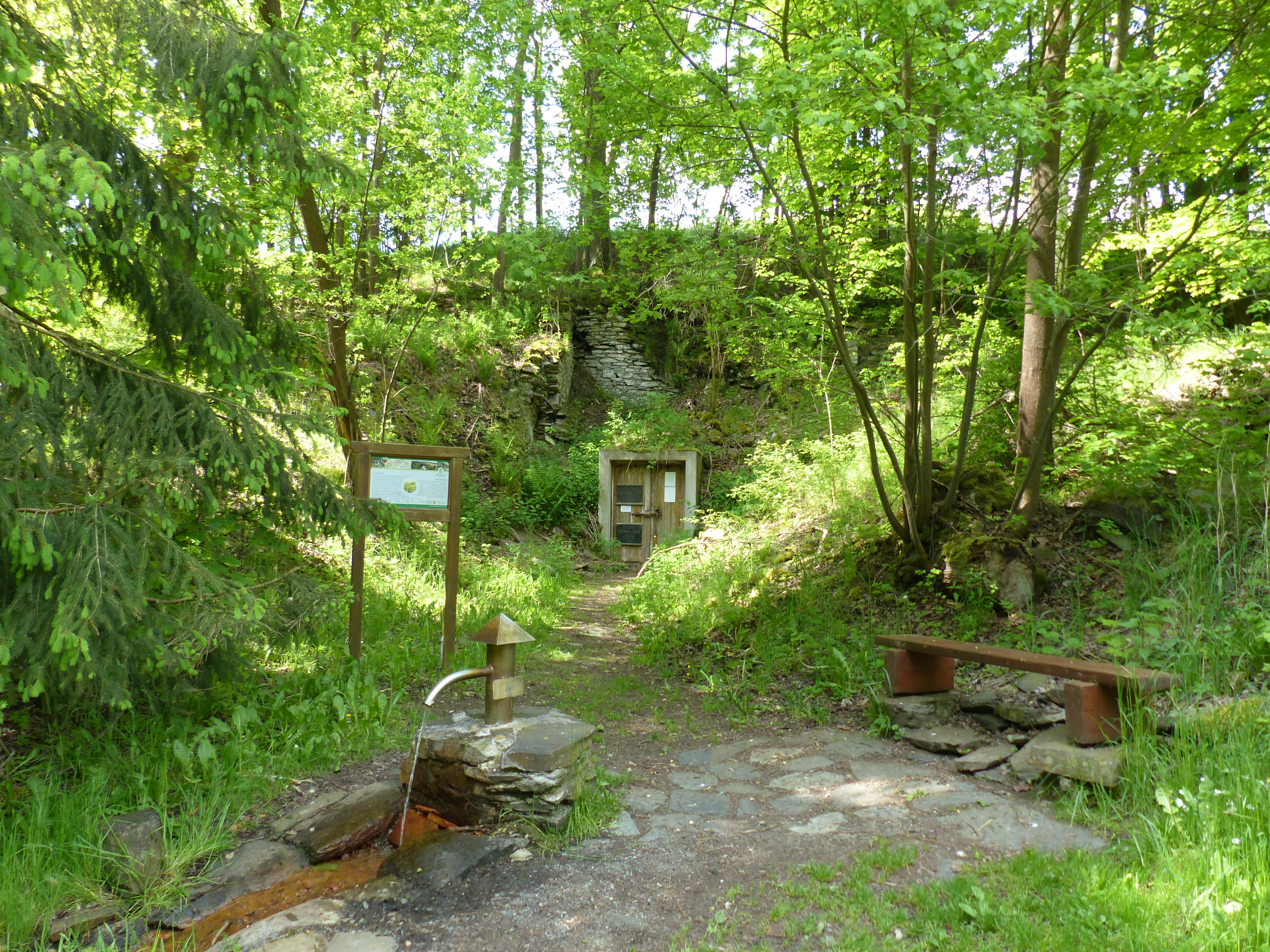
Saalbachquelle

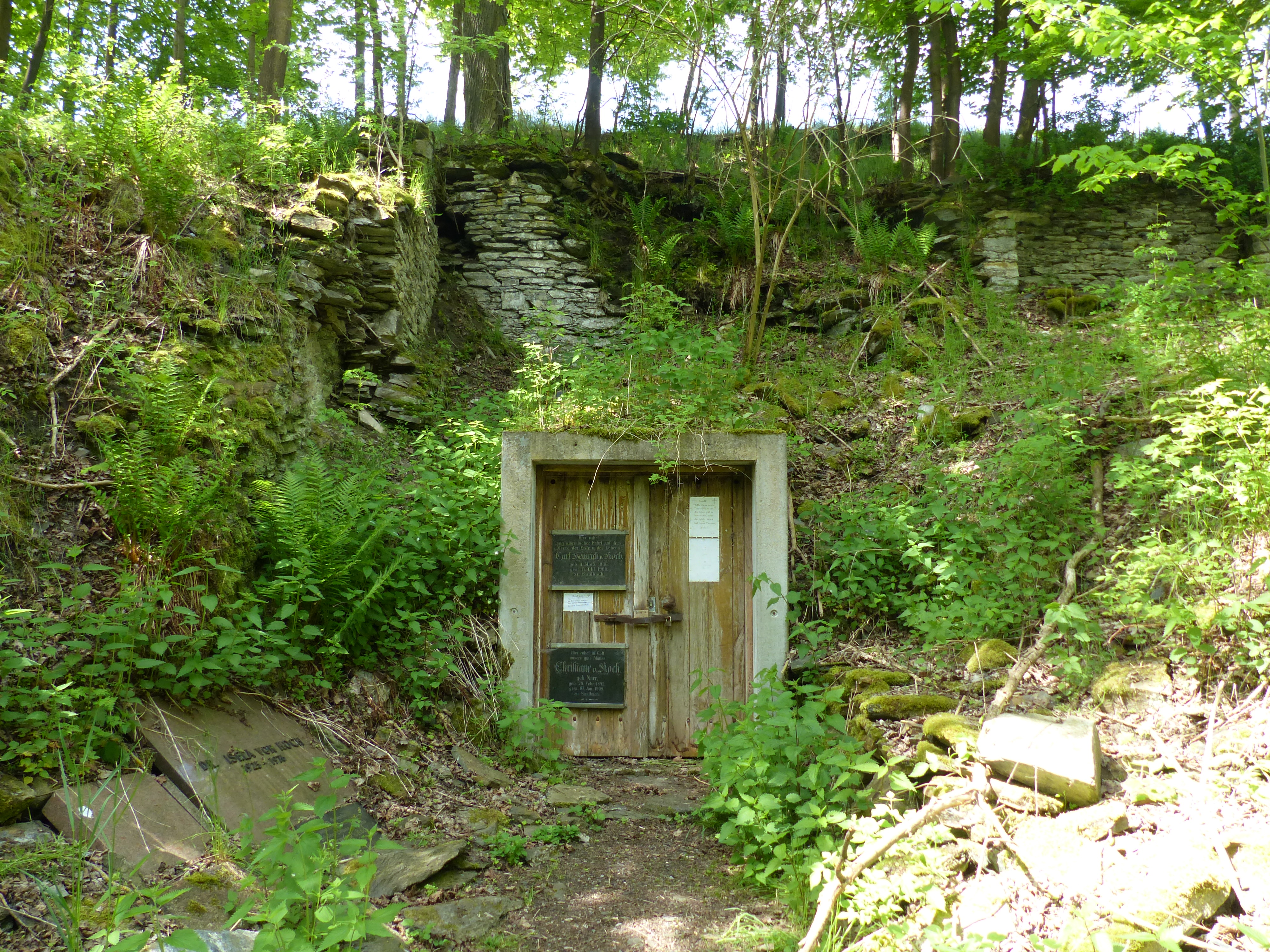
Gruft und Mauerreste

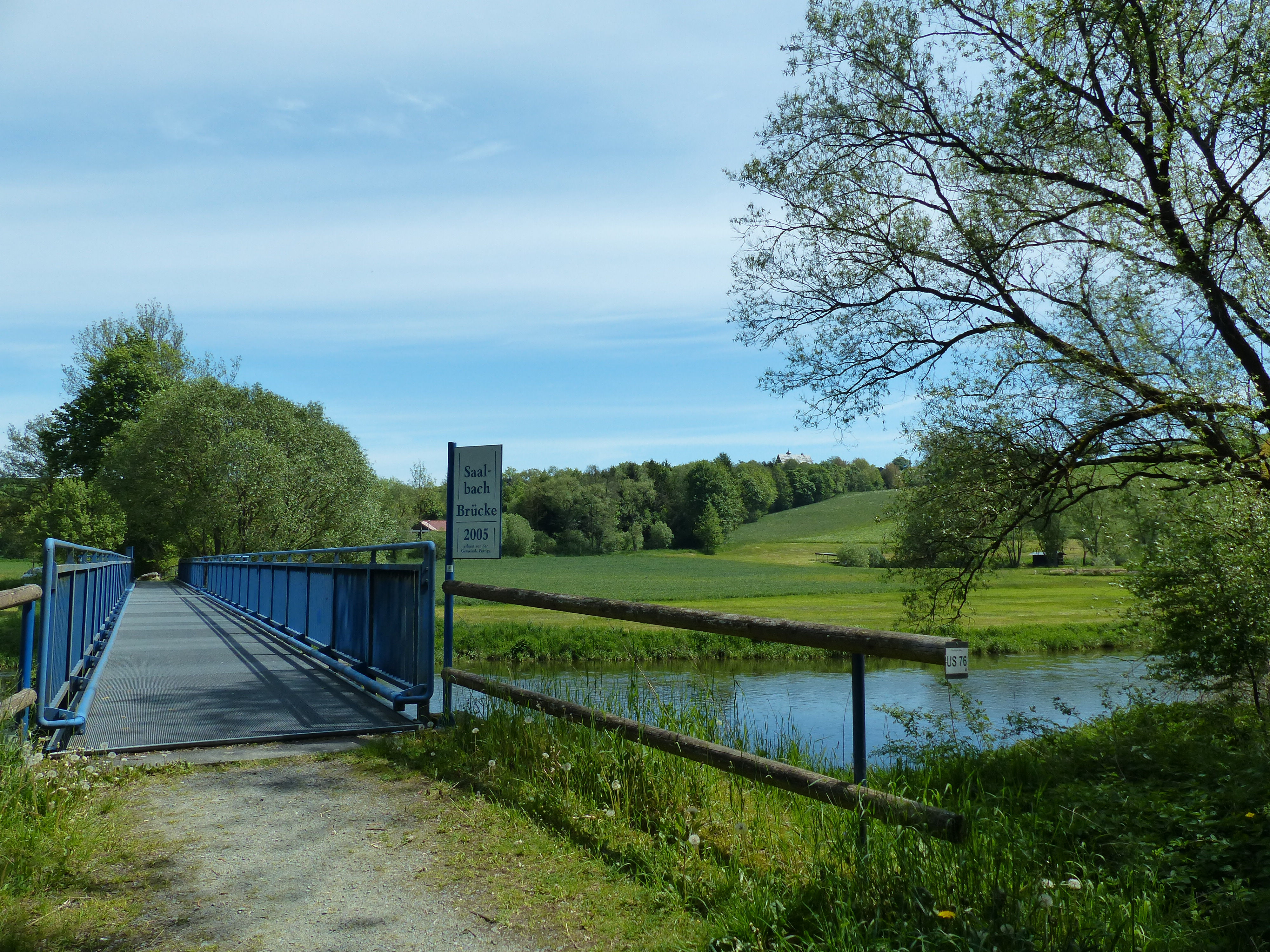
Saalbachbrücke

Saalbach lag an der Saale, die in diesem Abschnitt auch die Grenze zwischen Bayern und Thüringen bildet. Der bogenförmige Verlauf weist in Richtung Eisenbühl und Rudolphstein. Saalbach gehörte zuletzt zur Gemeinde Pottiga und ist über Wanderwege erreichbar. Die kürzeste Verbindung ist die 2004 errichtete Saalbachbrücke, die Rudolphstein talwärts mit der anderen Seite der Saale über die  ehemalige Innerdeutsche Grenze verbindet.

## Geschichte
Der Ort Saalbach entwickelte sich aus dem Oberen Saalehammer, auch Oberländerhammer genannt, der 1389 erstmals urkundlich erwähnt wurde. Der Name Saalbach besteht seit 1711, der Hammer wandelte sich in ein Rittergut der von Koch mit Mahl- und Schneidmühle und  Brauerei und Mälzerei um. Im Jahr 1843 bestand Saalbach aus sechs Häusern mit etwa 40 Einwohnern. Im Jahr 1952 erfolgte die Zwangsumsiedlung der Bewohner, der Ort wurde sukzessive zwischen 1955 und 1960 abgerissen. 
Die Saalbachquelle entspringt auf dem Gelände. Für Besucher ist ein Rastplatz mit Informationstafeln angelegt. Etwas zurückgesetzt befinden sich Mauerreste und der verschlossene Eingang zur Von Kochschen Gruft, davor einige Grabplatten.